# Pere dalle Carceri
Pere dalle Carceri (italià: Pietro dalle Carceri; mort el desembre de 1340) va ser terzer o triarca de Negrepont (Eubea). Era el fill de Grapozzo dalle Carceri i de Beatriu de Verona, tots dos senyors d'una part de l'illa de Negrepont (Eubea).
Va succeir en data desconeguda al seu pare com triarca d'una part de Negrepont (la part central), juntament amb la seva cosina Maria dalle Carceri i el seu marit Andreu Cornaro. El 1323 va capturar la sisena part de l'illa que posseïa Andreu Cornaro. El 1328 va heretar una part addicional del triarcat central a la mort de la seva mare. Mitjançant un acord el 1338 amb Bartomeu II Ghisi, triarca de la part sud de Negrepont, va acordar que Venècia hauria de controlar la ciutat de Calcis, coneguda també com a Negrepont.
Es va casar primer amb la filla de Jordi II Ghisi, senyor de Tenos i Míkonos, i es va convertir en senyor de la meitat de la Baronia de Calandritsa, al principat d'Acaia. D'aquest matrimoni no va tenir fills.
El seu segon matrimoni va ser amb Balzana Gozzadini, vídua d'Erard II d'Aulnay, baró d'Arcàdia, al principat d'Acaia. D'aquest matrimoni va tenir un fill, Giovanni dalle Carceri, que es va casar amb Florència Sanudo, duquessa de Naxos.